# (5076) Lebedev-Kumach
(5076) Lebedev-Kumach est un astéroïde de la ceinture principale. Il est nommé en l'honneur du poète et parolier soviétique Vasily Lebedev-Kumach.

## Description
(5076) Lebedev-Kumach est un astéroïde de la ceinture principale. Il fut découvert le 26 septembre 1973 à Nauchnyj par Lioudmila Tchernykh. Il présente une orbite caractérisée par un demi-grand axe de 2,42 UA, une excentricité de 0,23 et une inclinaison de 9,5° par rapport à l'écliptique.

## Compléments